# Xiyunykus pengi
Xiyunykus pengi — вид ящеротазових динозаврів з клади Alvarezsauria, що існував у ранній крейді (126—120 млн років тому).

## Історія відкриття
Частковий скелет з черепом дрібного динозавра знайдений у 2005 році у відкладеннях формації Тугулу у Сіньцзян-Уйгурському автономному районі на заході Китаю. Нові вид та рід описані у 2018 році міжнародною командою дослідників під керівництвом Сю Сіня. Родова назва Xiyunykus складається з двох слів — китайського сі-ю (західні регіони) та грецького никус (кіготь). Видова назва X. pengi вшановує китайського геолога Пена Сяліна, який здійснив стратиграфію типового місцезнаходження виду.

## Опис
Динозавр сягав 1,5 м завдовжки. Важив приблизно 15 кг. Задні кінцівки були пристосовані до швидкого бігу. Харчувався, швидше за все, всілякою дрібною живністю і падаллю.

## Філогенія
Разом з Xiyunykus описано іншого альваресзавра Bannykus. Черепи цих двох видів динозаврів, що існували одночасно, свідчать про те, що вони були перехідними формами від хижих динозаврів з традиційною для цих тварин формою черепа до альваресзаврів з їхніми пташиними дзьобами, пристосованими до поїдання невеликих безхребетних. Розміри Xiyunykus та Bannykus вказує на те, що еволюція цієї групи тварин йшла шляхом поступового зменшення розмірів. Також підтверджено теорію про те, що саме Haplocheirus був предком усіх альваресзаврид, і що розповсюджуватися ця група тварин почала саме зі Східної Азії.